# ヴァーサ
ヴァーサ（フィンランド語: Vaasa [ˈʋɑːsɑ]、スウェーデン語: Vasa [ˈvɑːsɑ] ( 音声ファイル)）は、フィンランドの都市。ボスニア湾に面するフィンランド西部の都市で、ポフヤンマー県の県都である。ヴァーサ郡に属する。スウェーデンの王家ヴァーサ家にちなんで名付けられた。人口は約68,000人（2021年）。二重言語都市であり、人口の71.5%がフィンランド語を、24.9%がスウェーデン語を話す。1855年から1917年までの正式都市名は、ニコラインカウプンキ (フィンランド語: Nikolainkaupunki)、ニコライスタッド (スウェーデン語: Nikolaistad、ロシア語: Николайстад)であった。

## 歴史
1606年に町が創設された。1634年に新設されたエステルボッテン県の県都となる。1775年にエステルボッテン県が分割され成立したヴァーサ県（ヴァーサ州）の県都（州都）となる。
1794年、フィンランドで初の公立図書館が設立された。
1852年には大火があり、8月3日の朝から燃え始めた炎は夜までに町の大部分を焼き尽くした。その後、元の町から約7km北西の海岸寄りに新市街が建設された。
1855年にロシア皇帝でありフィンランド大公でもあったニコライ1世が死亡すると、小さな市民グループが、街の名前をニコライ1世にちなんだ名前に変更するように請願書を提出した。ヴァーサの都市名はヴァーサ王朝から採られていたが、このわずか15人の市民の提案によってヴァーサの都市名はニコラインカウプンキ（フィンランド語: Nikolainkaupunki）、ニコライスタッド（スウェーデン語: Nikolaistad、ロシア語: Николайстада）へと変更された。これに伴い、ヴァーサ州の州名も変更された。しかし、この都市名及び州名の変更は、ヴァーサの市民の多数から支持されず、1862年には多くの市民が都市名と州名を元に戻すように請願書を提出する事態となった。このニコライ1世にちなんだ名前は、ロシア帝国の影響下にあったフィンランド大公国が存続する1917年まで公式に使用され、国がフィンランド王国になってから都市名、州名共に元に戻された。
1918年に勃発したフィンランド内戦では、首都ヘルシンキから議会がヴァーサへ疎開し、内戦終結までの4か月間にはフィンランドの臨時首都となった。

## 教育
- ヴァーサ大学

## ヴァーサ出身の人物
- トイヴォ・クーラ：作曲家・指揮者
- レイフ・セーゲルスタム：作曲家・指揮者
- ヤニ・トイヴォラ：俳優・ダンサー
- カイ・ハフト：ヘヴィメタルミュージシャン（ドラマー）

## 姉妹都市
- ウメオ、スウェーデン
- マルメ、スウェーデン
- ハーシュタ、ノルウェー
- ヘルシンゲル、デンマーク
- キール、ドイツ
- シュヴェリン、ドイツ
- パルヌ、エストニア
- シュムペルク、チェコ
- モロゴロ、　タンザニア
- ベリンハム、アメリカ合衆国